# رقيب (رتبة عسكرية)

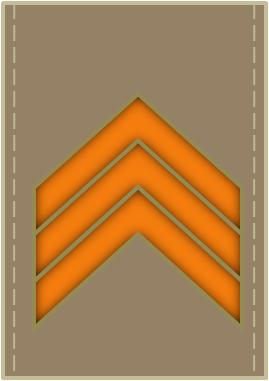
رتبة رقيب

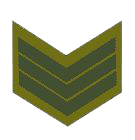

الرَّقِيب (أو الجاويش، من العثمانية چاووش çavuş) هي رتبة عسكرية أعلى من رتبة عريف وأقل من رتبة رقيب أول وهي رتبة قيادية من مستوى ضباط الصف على مجموعة من الأفراد والجنود. يعاونه العريف في أمور عسكرية ونظامية.